# Gare de Cesson
Ne doit pas être confondu avec Gare de Cesson-Sévigné.
La gare de Cesson est une gare ferroviaire française de la ligne de Paris-Lyon à Marseille-Saint-Charles, située sur le territoire de la commune de Cesson, dans le département de Seine-et-Marne, en région Île-de-France.
C'est une gare de la Société nationale des chemins de fer français (SNCF) desservie par les trains de la ligne D du RER.

## Situation ferroviaire
Établie à 78 m d'altitude, la gare de Cesson se situe au point kilométrique (PK) 37,692 de la ligne de Paris-Lyon à Marseille-Saint-Charles entre les gares de Savigny-le-Temple - Nandy et Le Mée. Elle est desservie par les trains de la ligne D du RER.

## Histoire
La gare a été ouverte en 1855.[réf. nécessaire]

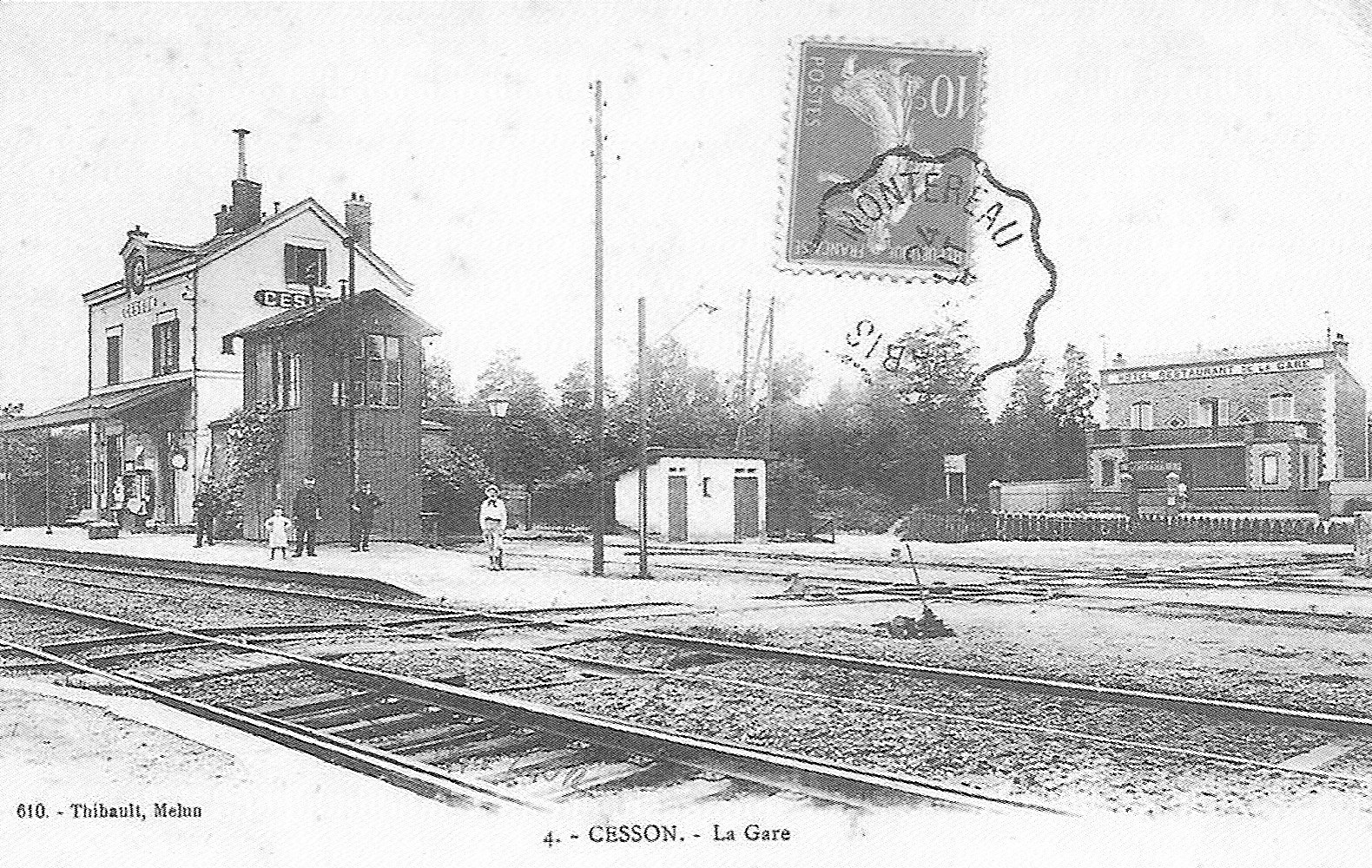
Vue de la gare au début du XX.

Le bâtiment de la gare est l'œuvre de l'architecte François-Alexis Cendrier, qui a aussi construit de nombreuses autres gares de la compagnie du PLM.
En 1866, le prix d'un aller Paris-Cesson coûtait 4,25 F en 1re classe, 3,20 F en 2e classe et 2,35 F en 3e classe.
Le bâtiment voyageurs a fermé du 2 juillet au 10 octobre 2018 afin de le mettre en accessibilité pour les personnes à mobilité réduite. Les quais et le passage souterrain font l'objet de travaux, avec l'installation de trois ascenseurs,.
En 2023, ces ascenseurs n'étaient toujours pas fonctionnels.

## Fréquentation
De 2015 à 2021, selon les estimations de la SNCF, la fréquentation annuelle de la gare s'élève aux nombres indiqués dans le tableau ci-dessous.
| Année     | 2015      | 2016      | 2017      | 2018      | 2019      | 2020    | 2021      |
| --------- | --------- | --------- | --------- | --------- | --------- | ------- | --------- |
| Voyageurs | 2 259 694 | 2 243 095 | 2 215 556 | 2 141 123 | 2 087 642 | 826 308 | 1 220 134 |

## Services voyageurs

### Accueil et équipement
La gare possède un bâtiment voyageurs. Un service commercial est assuré tous les jours de 5 h 45 à 1 h 20.
Un passage souterrain ainsi qu'une passerelle permettent l'accès aux quais.
La gare dispose d'un parking gratuit d'une capacité de 300 à 500 places.

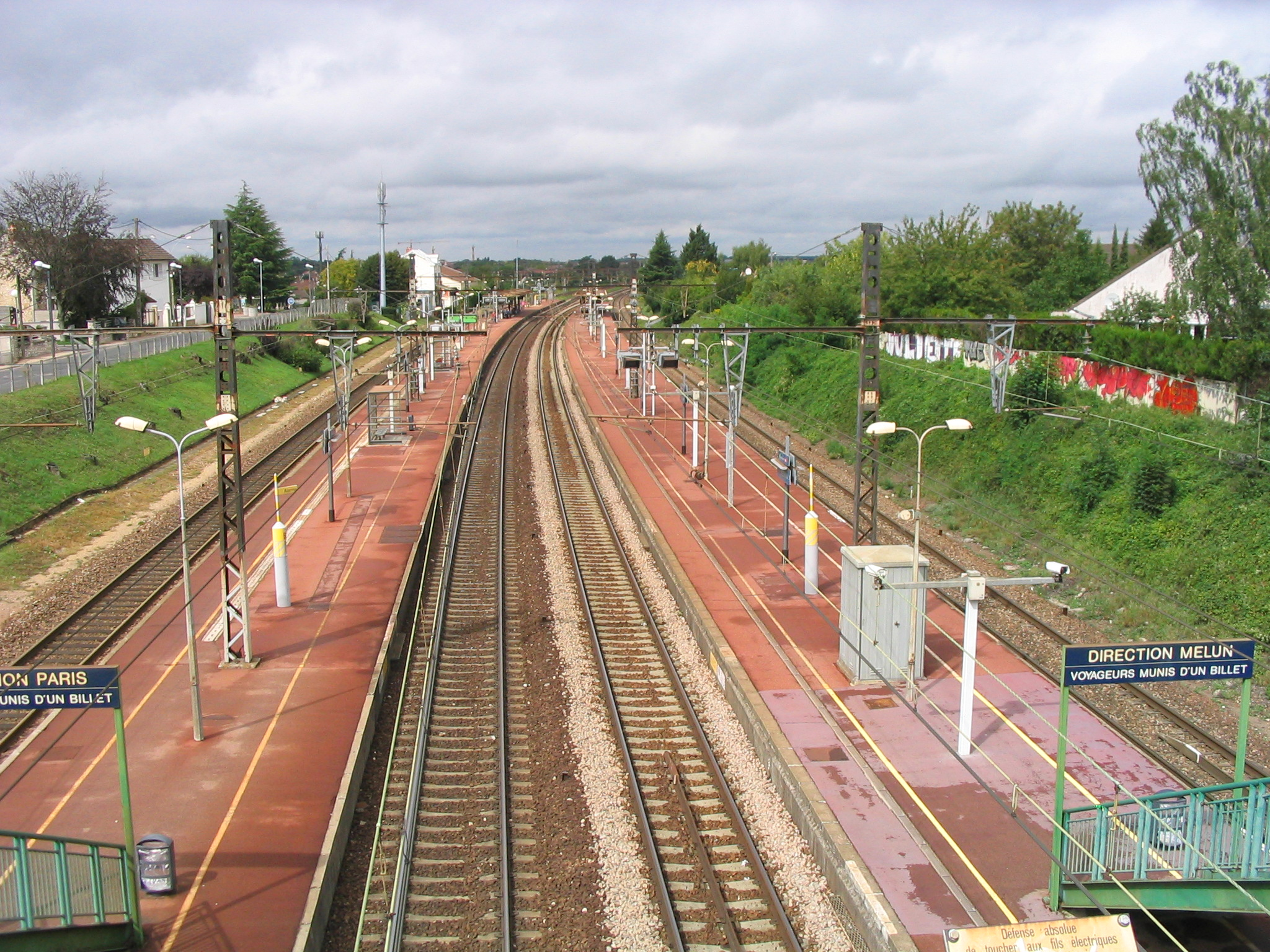
Quais de la gare de Cesson.

### Desserte
La gare est desservie par les trains de la ligne D du RER, selon une fréquence de huit trains par heure aux heures de pointe et quatre trains par heure aux heures creuses.

### Intermodalité
La gare est desservie par les lignes 3705, 3736, 3741, 3742, 3743, 3744, 3773, 3776 et 3777 du réseau de bus de Sénart, par les lignes 3630 et 3632 et le service de transport à la demande « Sainte-Assise » du réseau de bus Grand Melun et, la nuit, par la ligne N132 du réseau Noctilien.